# Luis Paret y Alcázar
Luis Paret y Alcázar (Madrid, 11 de febrero de 1746-Madrid, 14 de febrero de 1799) fue un pintor, dibujante, acuarelista y grabador español, de estilo muy personal, más cercano al rococó de Watteau que al neoclasicismo que empezaba a imponerse con autores como Mengs. Su temática es muy variada: paisajes, escenas de interior, retratos, mitologías, bodegones de flores...

## Biografía
De padre francés y madre española, cursó estudios desde los diez años en la Real Academia de Bellas Artes de San Fernando. No obtuvo en ella una pensión (beca) para estudiar en Roma, meca de todos los artistas de formación académica, pero logró emprender el viaje (1763-1766) gracias al apoyo económico que le brindó el infante Luis de Borbón. De vuelta en Madrid, se incorporó después al taller de Charles-François de la Traverse. Ya en estos años hubo de conocer grabados franceses, de autores como Jean-Baptiste Le Prince, que influyeron en su estilo y temas.

### Destierro en Puerto Rico
En 1774 entra al servicio del infante don Luis, quien se convierte en su principal mecenas. Pero pronto el infante protagoniza un escándalo que involucra al pintor y trunca su carrera: en 1775 Carlos III castiga a don Luis por su promiscua vida íntima (con varios hijos ilegítimos), ordenando su alejamiento de la corte, y Paret es acusado de ser su alcahuete y es desterrado a Puerto Rico. Poco antes había contraído matrimonio con Micaela Fourdinier, hija de un acaudalado comerciante de muebles; el destierro separó a la nueva pareja pues Paret fue obligado a salir de España solo.
En la isla caribeña, Paret sigue pintando y tiene seguidores (José Campeche). Vuelve a España en 1778 aunque se le mantiene desterrado a cuarenta leguas de la corte, residiendo en Bilbao, donde se reencuentra con su esposa. La pareja residirá en la villa vizcaína en el periodo 1779-1788; allí nacen sus dos hijas.

### Etapa en el País Vasco
En el País Vasco, Paret empieza a pintar paisajes cantábricos, que tienen buena acogida y dan pie a más encargos; actualmente estas vistas de gran refinamiento y valor documental se conservan en museos y colecciones de varios países: National Gallery de Londres (Vista del Arenal de Bilbao), Museo de Bellas Artes de Caen (Vista de Fuenterrabía), Museo Cerralbo de Madrid (una Marina con figuras, antes identificada como La playa de Peñota en Santurce), Palacio de La Zarzuela (Vista de San Sebastián y Vista de Pasajes)... La mansión Upton House de Warwickshire, gestionada por el National Trust, custodia El astillero de Olabeaga.
El Museo de Bellas Artes de Bilbao cuenta con tres de estos paisajes: otra Vista del Arenal, un Paisaje de Fuenterrabía (dividido en dos fragmentos) y una Vista de Bermeo, posiblemente la mejor obra de la serie. Fue adquirida en 2017, procedente de la colección de José Luis Várez Fisa, y ya en su época tuvo el raro privilegio de ser reproducida en un mosaico de piedras duras conservado en el Prado.

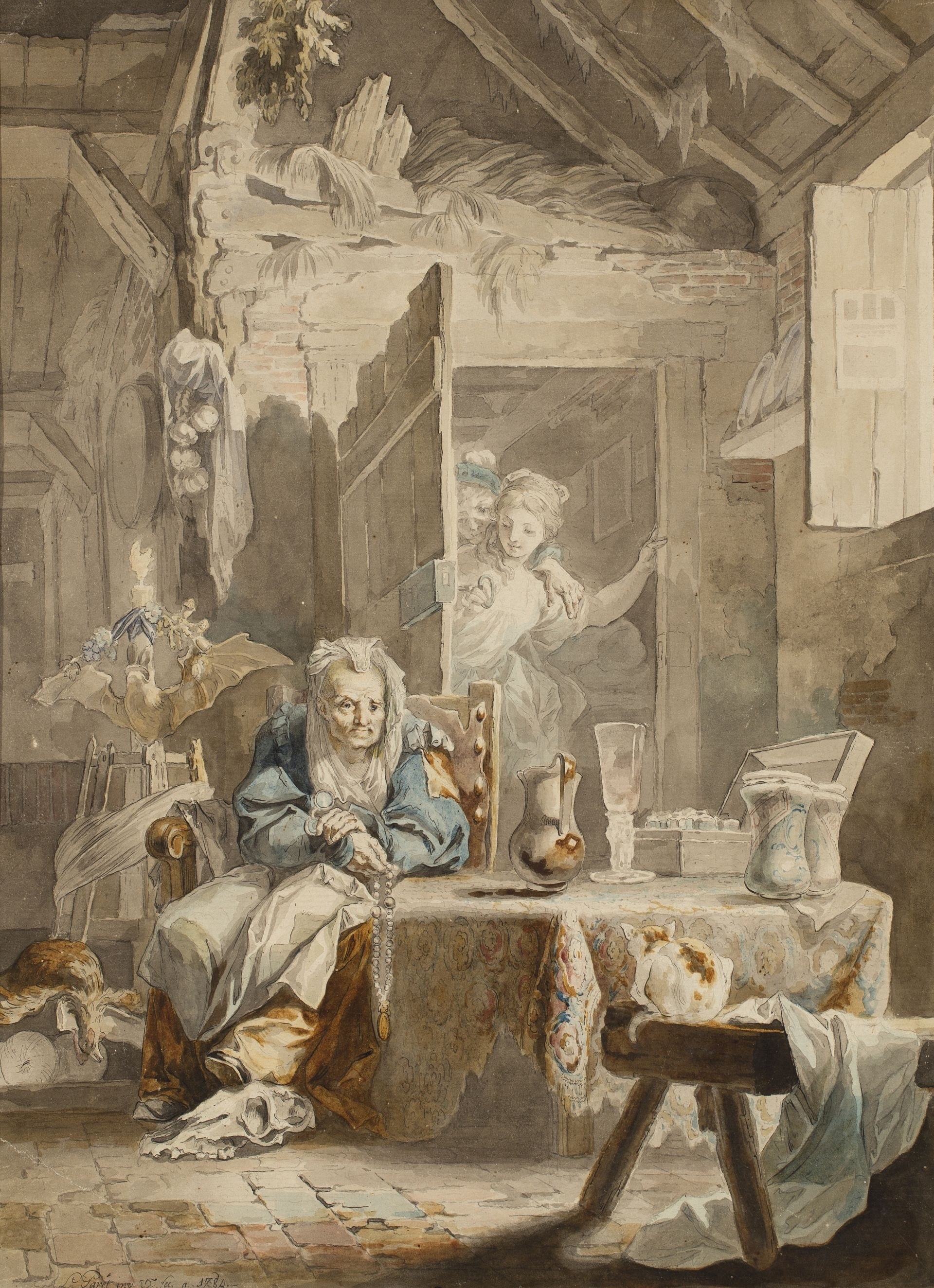
Una celestina y dos amantes, acuarela de 1784 (Prado).

Durante su estancia en Bilbao, urbe carente aún de artistas importantes y de una tradición sólida de mecenazgo y coleccionismo, Paret no tiene apenas competencia, pero ha de atender encargos dispares. Diseña dos fuentes públicas aún hoy existentes en la villa: una exenta de cuatro chorros, elaborada en jaspe de Ereño, que se ubica en la plaza de Santiago, y otra de un solo caño, adosada a un muro cerca del hospital de Achuri. También diseñó otras cinco fuentes para Pamplona. Se atribuye igualmente a Paret un juego de bancos de madera, con aplicaciones de bronce y tapicería de terciopelo rojo, hechos para el Consulado de Bilbao y que se conserva en el Museo Vasco sito en dicha ciudad.
De la etapa bilbaína de Paret es también el diseño de una estampa de Nuestra Señora de Begoña grabada en 1782 por Juan Antonio Salvador Carmona.

### Etapa en Navarra

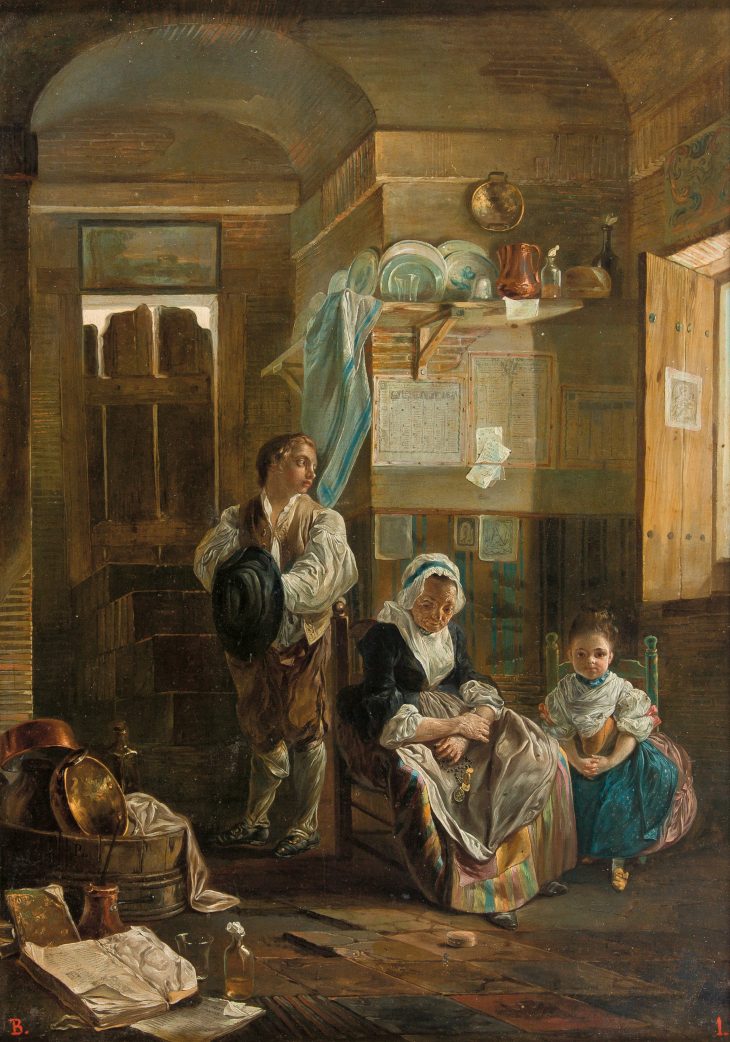
El rezo del rosario, h. 1784-95 (Palacio Real de Madrid).

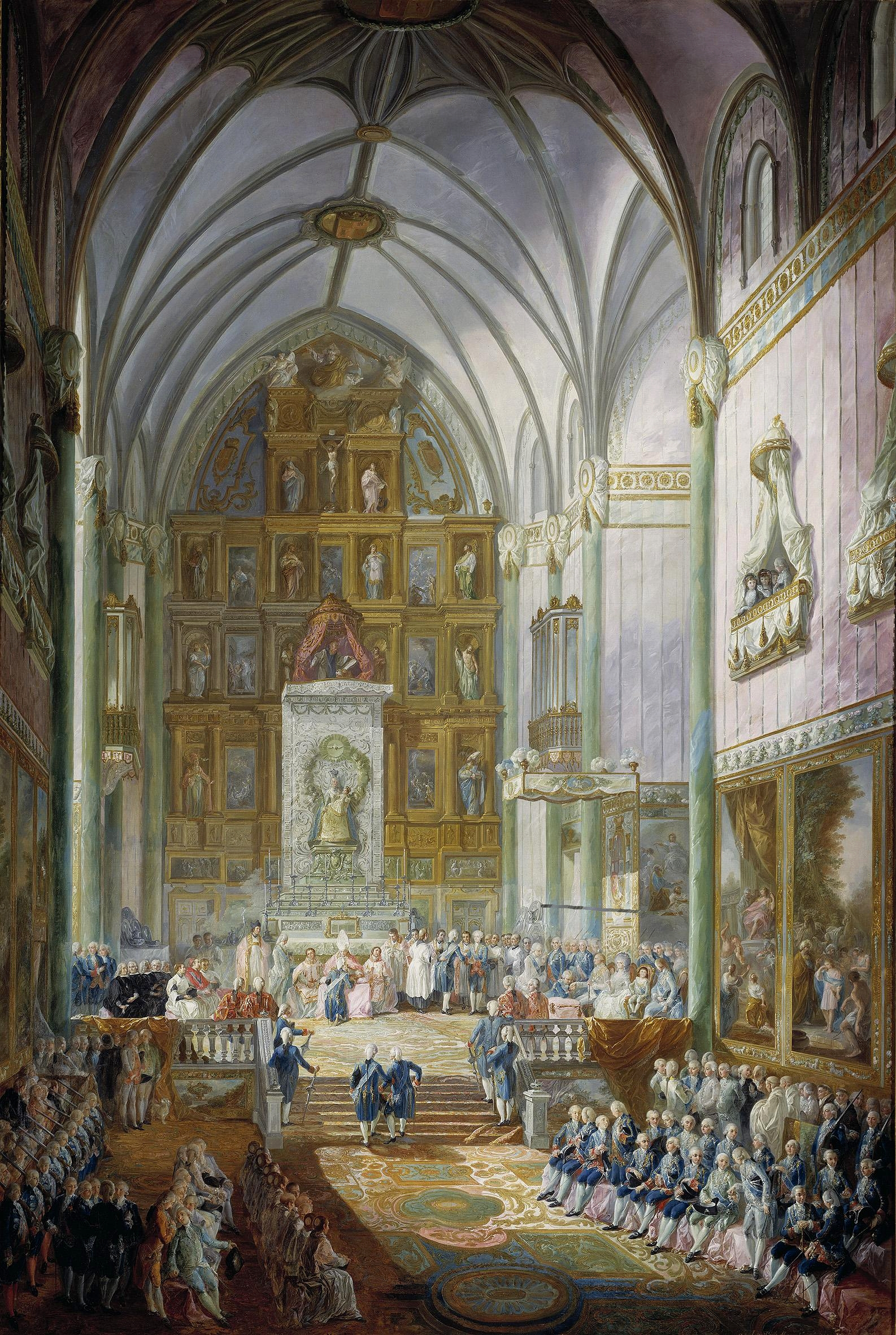
Jura de Fernando VII como príncipe de Asturias, 1791 (Prado).

A pesar de su alejamiento de Madrid, Paret solicita ingresar en la Academia de San Fernando como académico de mérito y lo logra, al mismo tiempo que Francisco de Goya, en 1780. Es autorizado para volver a la Corte en noviembre de 1785, si bien demora su regreso tres años para terminar varios encargos en Bilbao y Viana. En 1784, mientras acababa sus trabajos en Bilbao, realizó una primera visita a la ciudad navarra, viendo la capilla de San Juan del Ramo de la iglesia de Santa María, donde se habían terminado las obras arquitectónicas y retablísticas. 
El 25 de septiembre de 1786, concluidas las Vistas de San Sebastián, obtiene licencia real por medio del conde de Floridablanca, para dedicarse a las pinturas de Viana a donde llegó en marzo de 1787. Fue tan diligente en su trabajo que para agosto de 1787 lo había terminado, y tan satisfactoriamente que recibió una gratificación de 50 doblones.

### Últimos años
En 1792 es nombrado vicesecretario de la Academia y secretario de su Junta de Comisión de Arquitectura. Al no recibir encargos más importantes, al final de su vida se dedicará sobre todo a realizar dibujos para estampas. Se ha dicho que sufrió apuros económicos, pero hay historiadores que lo niegan. 
El 14 de febrero de 1799 fallece de tuberculosis en Madrid a la edad de 53 años.

## Obra
Entre sus pinturas más célebres, además de los paisajes citados destacan: La tienda de Geniani (Museo Lázaro Galdiano, Madrid), La circunspección de Diógenes, obra que presentó para ser nombrado académico (Academia de San Fernando) y La Puerta del Sol en Madrid (La Habana, Museo Nacional de Bellas Artes de Cuba). Obra singular es una silla de manos decorada con pinturas de tema mitológico, que se conserva en el Museo Arqueológico Nacional.
El repertorio más nutrido de obras suyas se guarda en el Museo del Prado: Carlos III comiendo ante su corte, Autorretrato en su estudio, Las parejas reales en Aranjuez, Juramento del príncipe de Asturias, Retrato de Micaela Fourdinier (esposa del artista; adquirido en 1975), una Vista del Jardín Botánico inacabada (adquirida en 1993 con fondos del Legado Villaescusa), etc. En 2014 el museo incorporó otro Autorretrato de Paret, hecho en miniatura.
Posiblemente el segundo conjunto más importante de Paret es el perteneciente al Museo de Bellas Artes de Bilbao: ocho pinturas, varias de ellas realizadas por el artista durante su estancia en la villa. En 2018 Alicia Koplowitz donó al museo bilbaíno un luneto pintado por Paret, de formato inusual (1,60 metros de largo), que forma pareja con otro adquirido por la misma institución casi veinte años antes. Ambos son de tipo alegórico y representan El triunfo del Amor sobre la Guerra. En otro museo de la ciudad, el Museo de Arte Sacro de Bilbao, se expone un monumental Martirio de santa Lucía de más de dos metros de altura, destinado originalmente a la Iglesia parroquial de Santa María de la Asunción, en Larrabezúa.
El artista también diseñó imágenes para grabados y fue un habilísimo acuarelista; de ello dan testimonio varios estudios de ornitología y animales exóticos, así como la acuarela La Celestina y los enamorados (1784), posiblemente la mejor realizada nunca por un artista español. Actualmente forma parte del Gabinete de Dibujos, Estampas y Fotografías del Museo del Prado, tras ser adquirida por el Estado con destino al museo en 2016.
Entre 1784 y 1787 afronta una empresa de mayores dimensiones, que puede considerarse el último gran conjunto decorativo del rococó pictórico español: la decoración, al temple, de la cúpula y pechinas de la capilla de San Juan del Ramo, en la iglesia de Santa María de Viana (Navarra), con escenas de la vida del Bautista; así como los cuadros El Anuncio del Ángel a Zacarías (1786) y La Visitación de la virgen María a santa Isabel (1787).

## Exposiciones
En 2022 se celebró la primera exposición monográfica que el Museo del Prado dedicaba al pintor, y que reunió la mayor parte de sus pinturas conocidas y una escogida selección de sus dibujos. Esta muestra culminaba un proceso de recuperación crítica y de difusión de la obra de Paret, cuyos primeros pasos se dieron en dos exposiciones celebradas en el Museo de Bellas Artes de Bilbao en 1991 y 2021, y en una sobre sus dibujos y estampas en la Biblioteca Nacional en 2018, coincidiendo con la publicación del catálogo razonado de la obra gráfica del artista.

## Galería

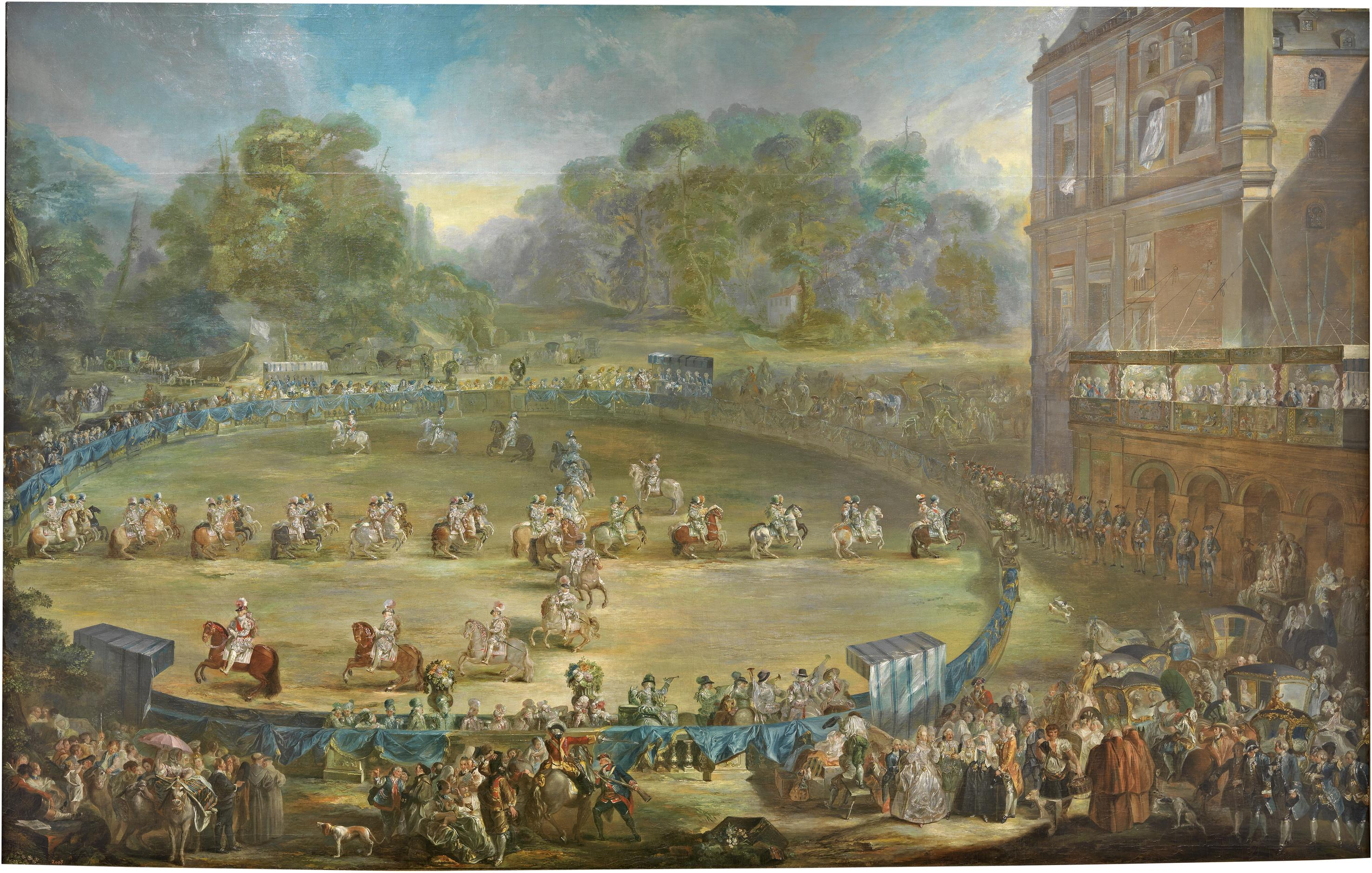
Las parejas reales (1770) Museo del Prado.
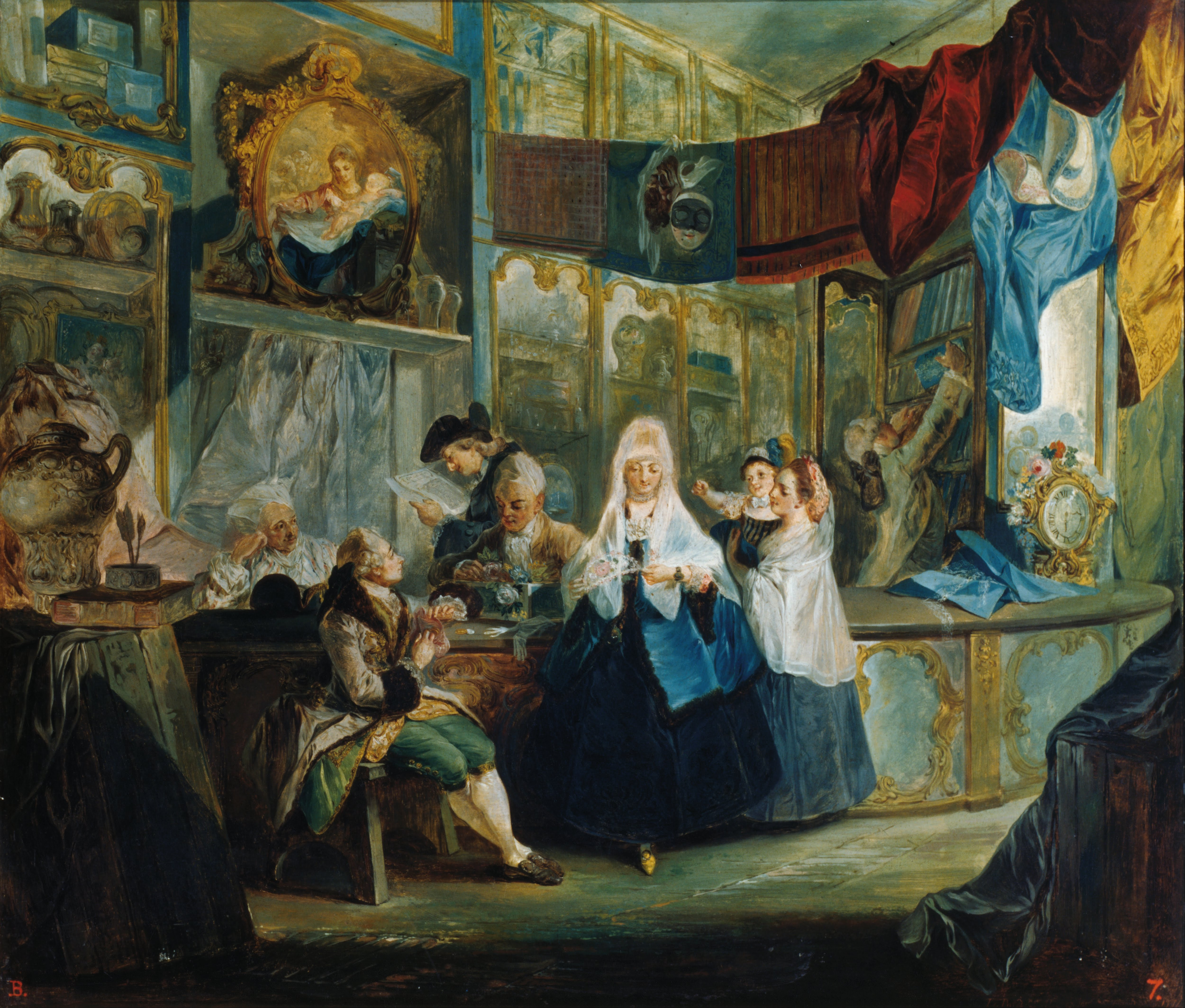
La tienda de Geniani (1772) Museo Lázaro Galdiano.
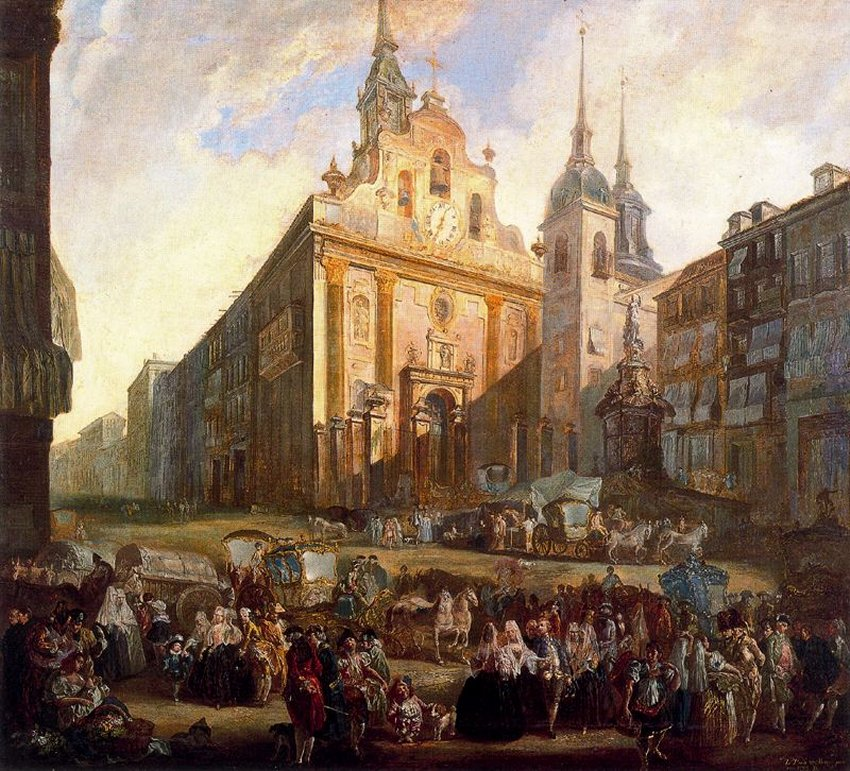
La Puerta del Sol en Madrid (1773) Museo Nacional de Bellas Artes de Cuba.
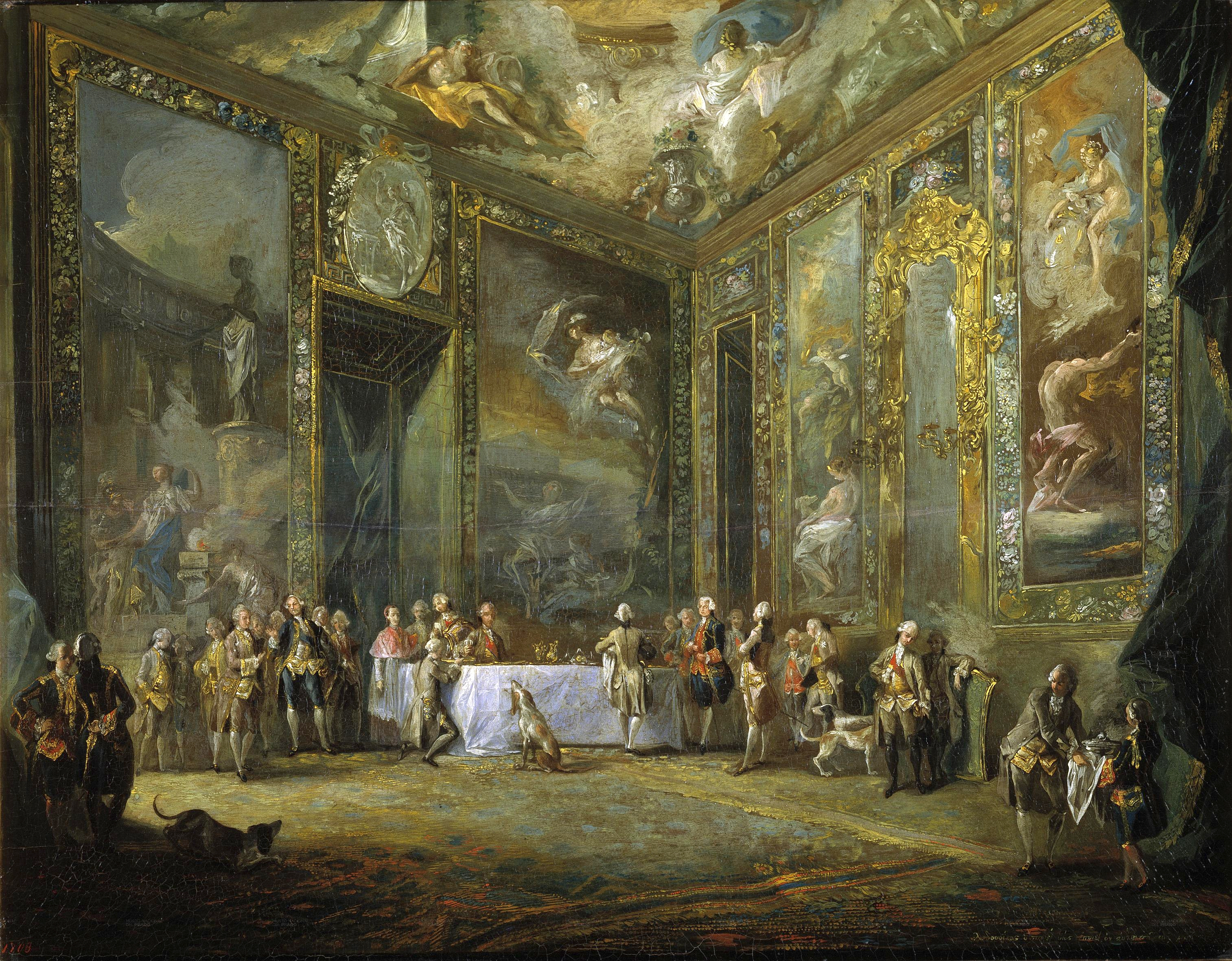
Carlos III comiendo ante su corte (c. 1775) Museo del Prado.
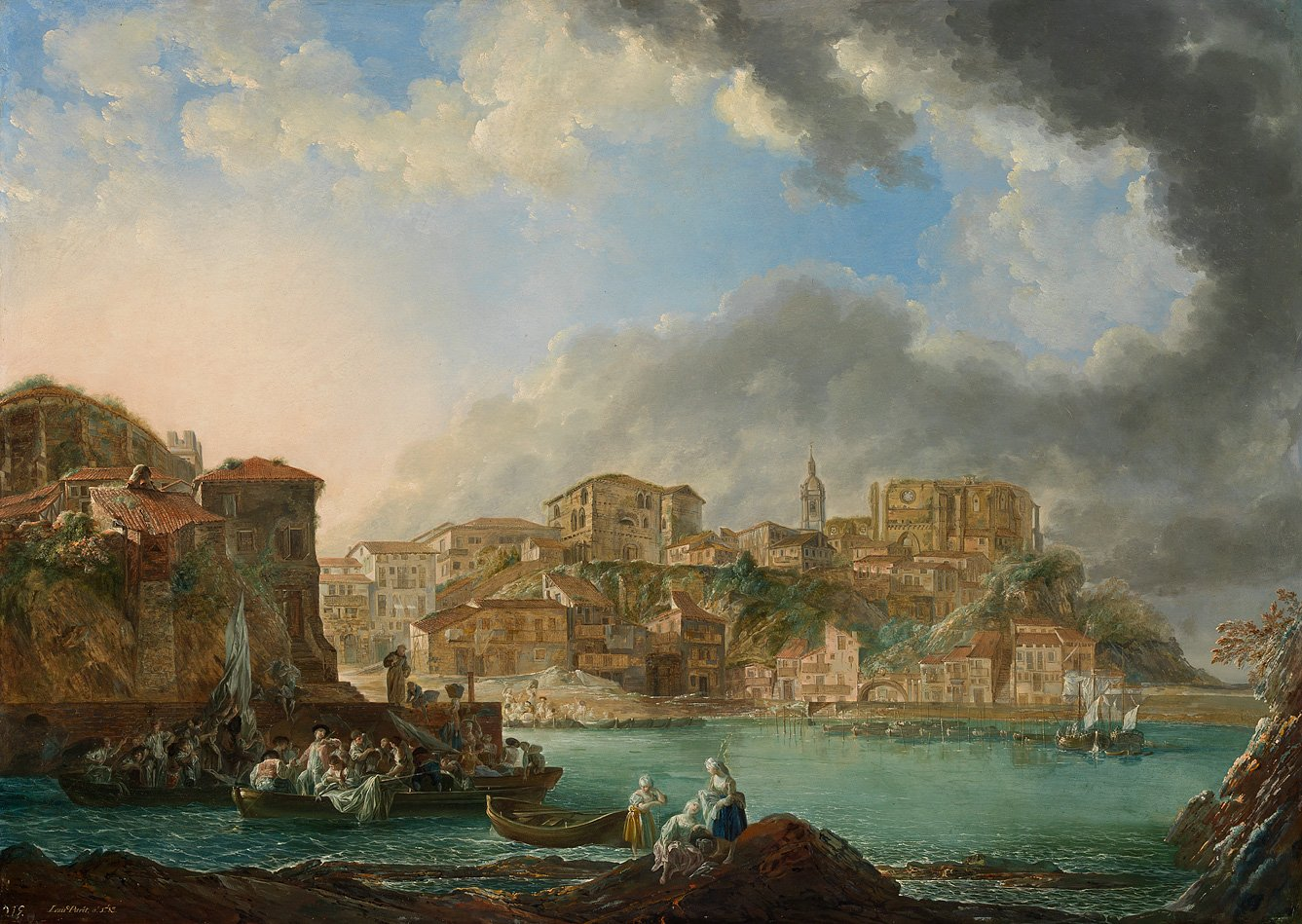
Vista de Bermeo (1783) Museo de Bellas Artes de Bilbao.
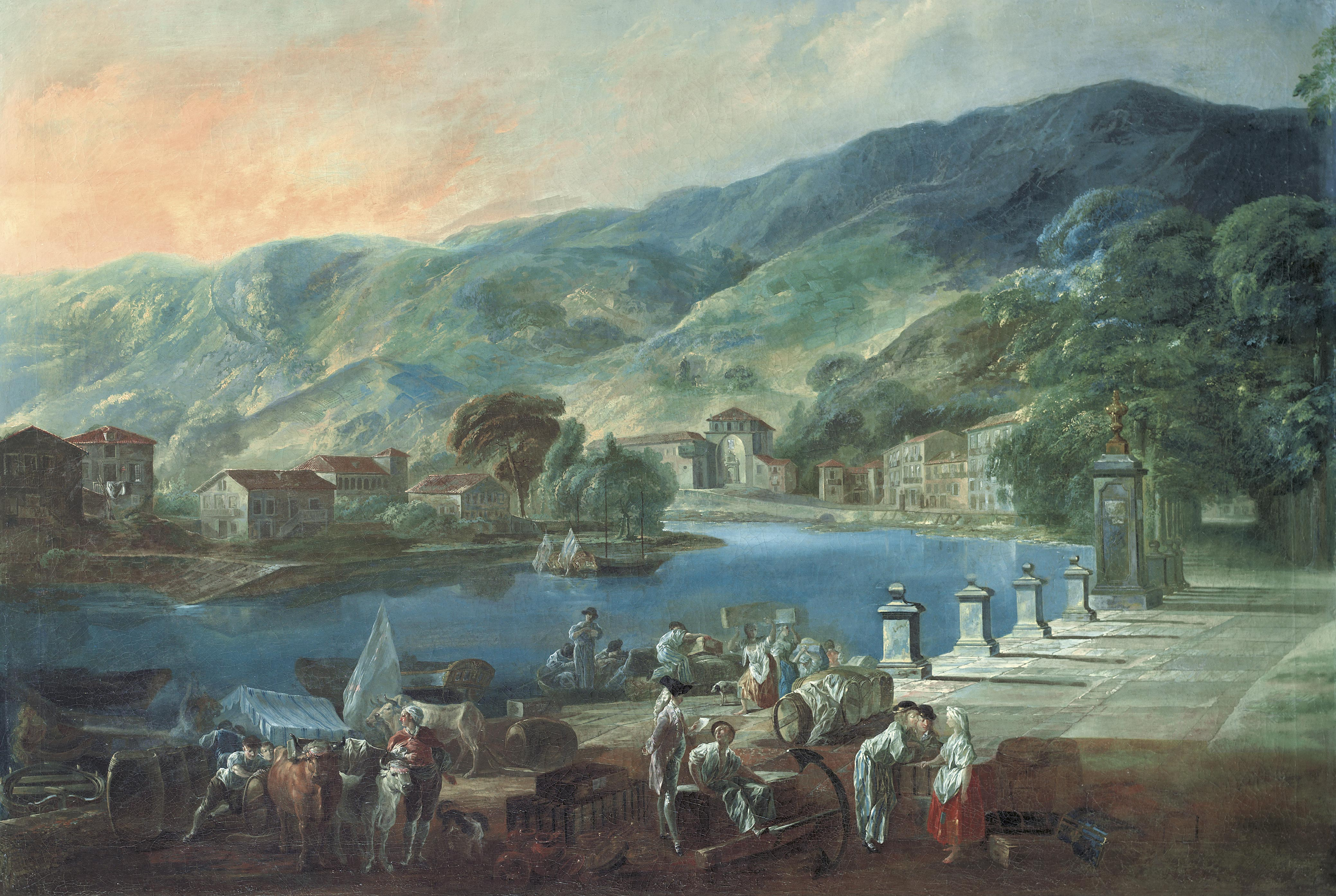
Vista del Arenal de Bilbao (1783-1784) Museo de Bellas Artes de Bilbao.
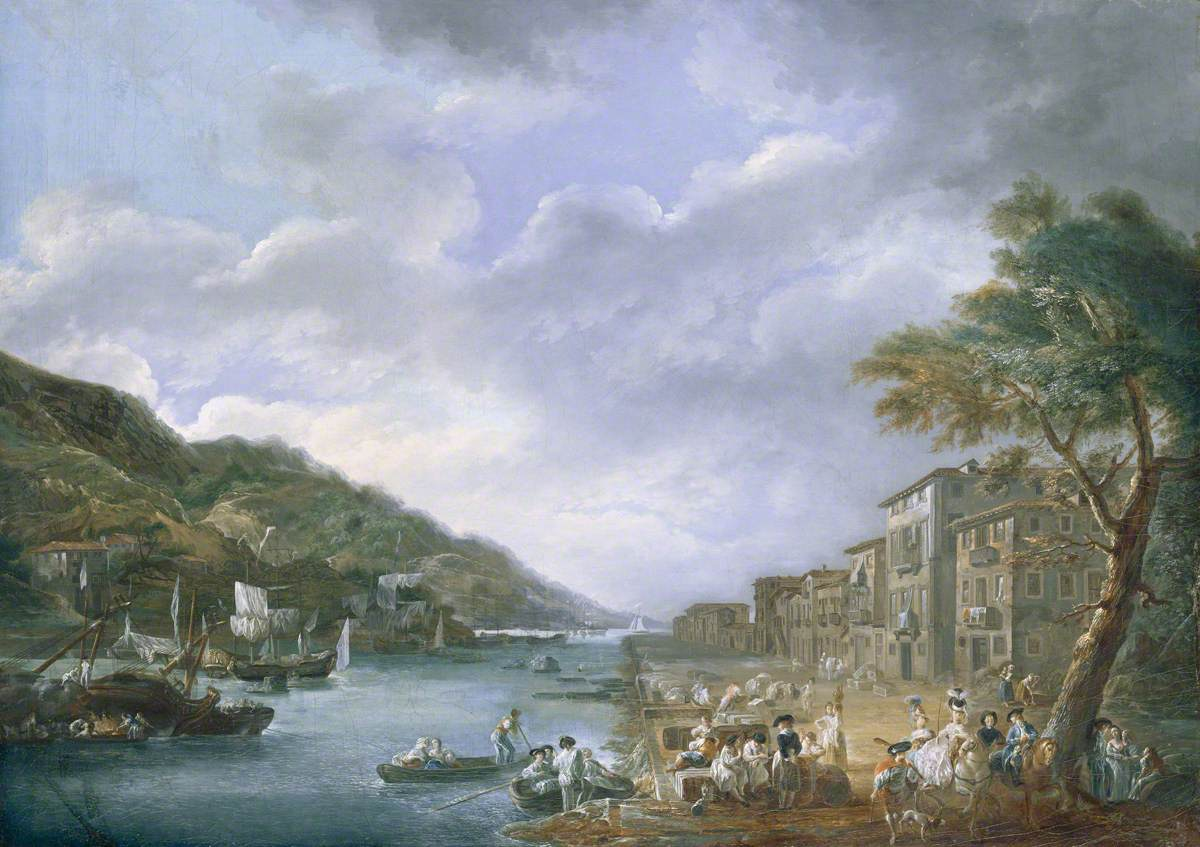
Vista de Olabeaga (La ría en Olabeaga o El astillero de Olabeaga) (c. 1784-86) Upton House, National Trust.
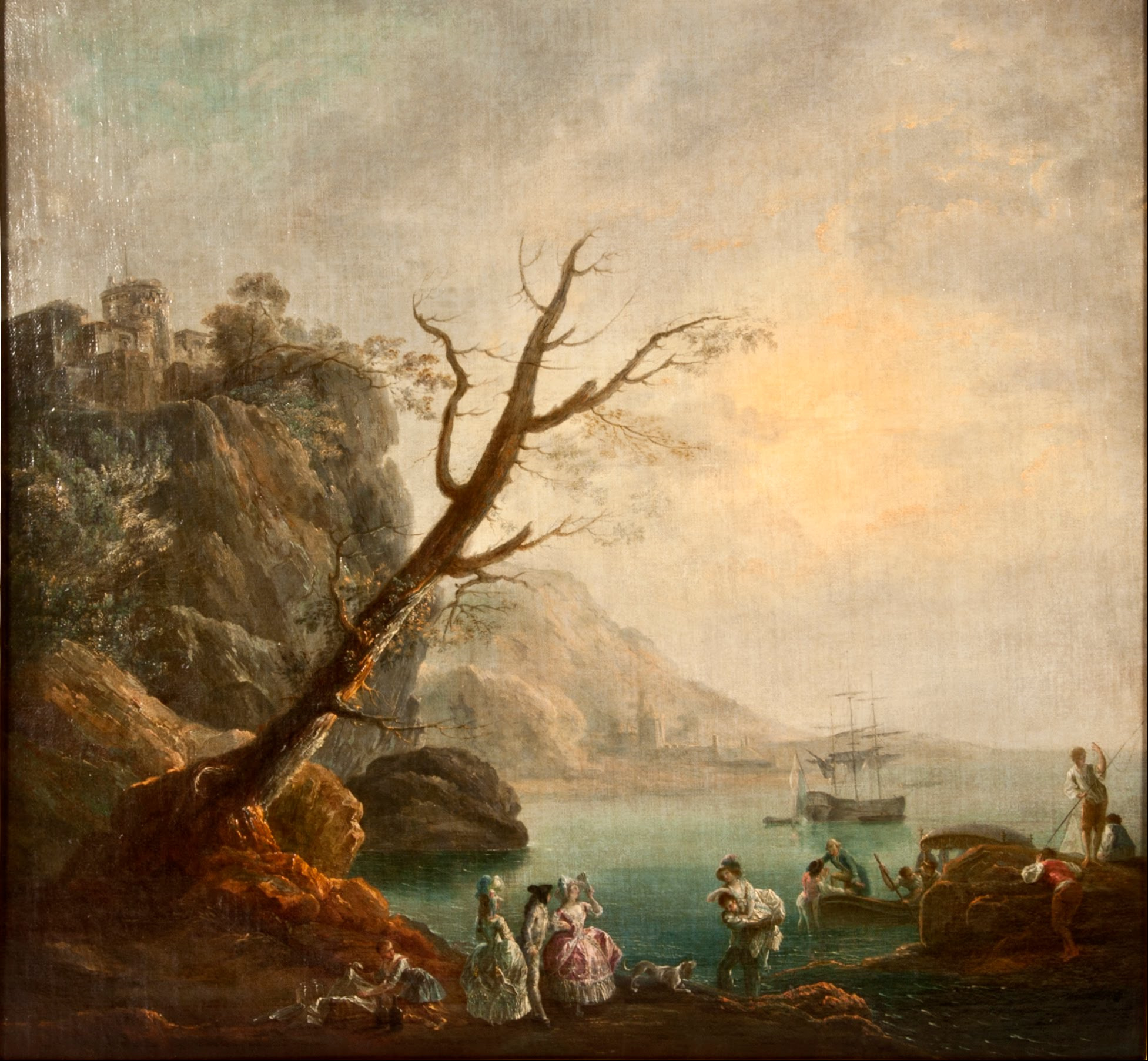
Marina con figuras (la playa de Peñota en Santurce) (c. 1784-86) Museo Cerralbo.
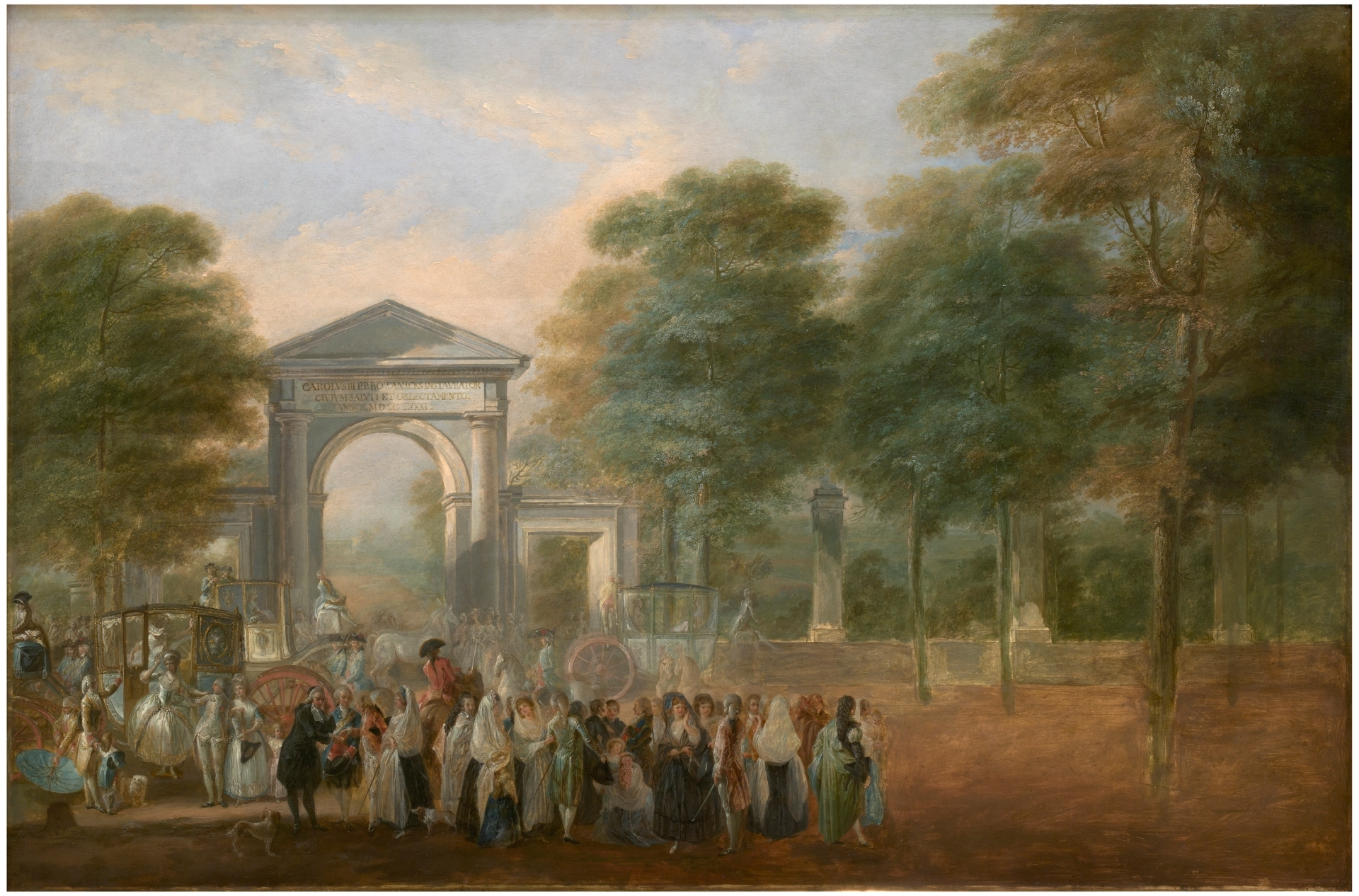
El Jardín Botánico desde el Paseo del Prado (1790) Museo del Prado.
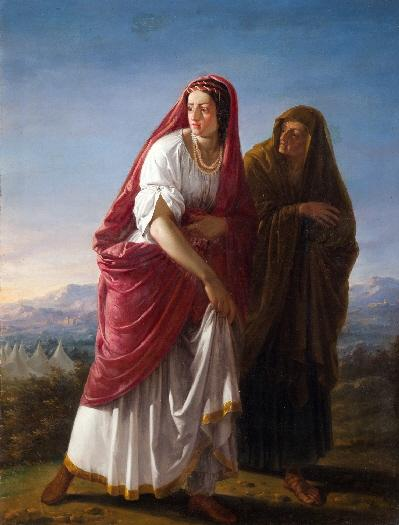
Judit camino de Betulia (1797) Museo Diocesano de Jaca.
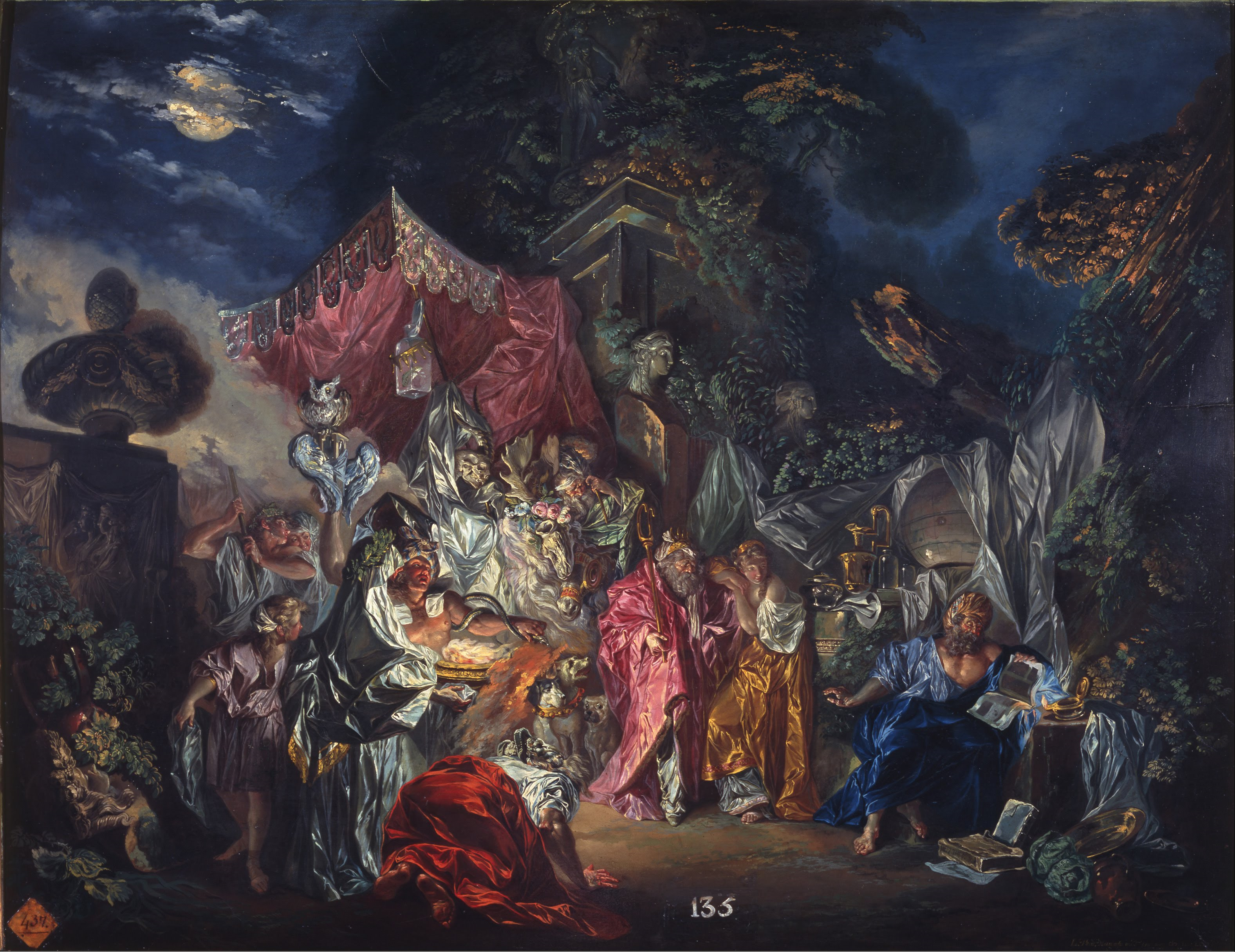
La Circunspección de Diógenes (1780) Real Academia de Bellas Artes de San Fernando
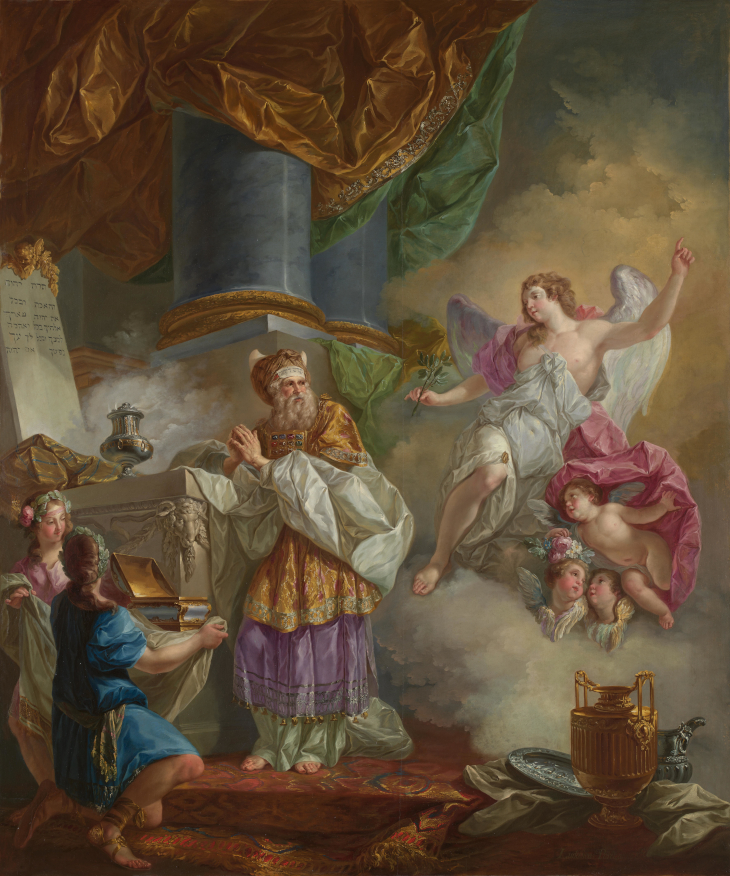
El anuncio del ángel a Zacarías (1786), Iglesia de Santa María, Viana.